# Ghana aux Jeux olympiques d'été de 2016
Le Ghana participe aux Jeux olympiques d'été de 2016 à Rio de Janeiro au Brésil du 5 août au 21 août. Il s'agit de sa 14e participation à des Jeux d'été.

## Athlétisme

### Hommes

#### Course
| Athlètes        | Compétitions | Série         | Série | Demi-finales | Demi-finales | Finale  | Finale  |
| --------------- | ------------ | ------------- | ----- | ------------ | ------------ | ------- | ------- |
| Athlètes        | Compétitions | Temps         | Rang  | Temps        | Rang         | Temps   | Rang    |
| Sean Safo-Antwi | 100 mètres   | 10 s 43       | 6e    | Éliminé      | Éliminé      | Éliminé | Éliminé |
| Emmanuel Dasor  | 200 mètres   | 20 s 65       | 6e    | Éliminé      | Éliminé      | Éliminé | Éliminé |
| Alex Amankwah   | 800 mètres   | 1 min 50 s 33 | 7e    | Éliminé      | Éliminé      | Éliminé | Éliminé |

#### Concours
| Athlètes     | Compétitions      | Série    | Série | Finale   | Finale  |
| ------------ | ----------------- | -------- | ----- | -------- | ------- |
| Athlètes     | Compétitions      | Résultat | Rang  | Résultat | Rang    |
| John Ampomah | Lancer du javelot | 80,39 m  | 19e   | Éliminé  | Éliminé |

### Femmes

#### Course
| Athlètes                                                              | Compétitions          | Série   | Série | Demi-finales | Demi-finales | Finale   | Finale   |
| --------------------------------------------------------------------- | --------------------- | ------- | ----- | ------------ | ------------ | -------- | -------- |
| Athlètes                                                              | Compétitions          | Temps   | Rang  | Temps        | Rang         | Temps    | Rang     |
| Flings Owusu-Agyapong                                                 | 100 mètres            | 11 s 43 | 4e    | Éliminée     | Éliminée     | Éliminée | Éliminée |
| Janet Amponsah                                                        | 200 mètres            | 23 s 67 | 6e    | Éliminée     | Éliminée     | Éliminée | Éliminée |
| Flings Owusu-Agyapong Gemma Acheampong Beatrice Gyaman Janet Amponsah | Relais 4 × 100 mètres | 43 s 37 | 8e    | NC           | NC           | Éliminé  | Éliminé  |

## Boxe
| Athlète    | Catégorie     | 16e de finale                 | 8e de finale        | Quart de finale     | Demi-finale         | Finale              | Finale  |
| Athlète    | Catégorie     | Adversaire Résultat           | Adversaire Résultat | Adversaire Résultat | Adversaire Résultat | Adversaire Résultat | Rang    |
| ---------- | ------------- | ----------------------------- | ------------------- | ------------------- | ------------------- | ------------------- | ------- |
| Abdul Omar | Coqs (-56 kg) | Battu par Alberto Melián0 - 3 | Éliminé             | Éliminé             | Éliminé             | Éliminé             | Éliminé |

## Haltérophilie
Christian Amoah est le premier haltérophile ghanéen à participer à des Jeux olympiques.
| Athlète         | Compétition | Arraché  | Arraché | Épaulé-jeté | Épaulé-jeté | Total  | Rang |
| Athlète         | Compétition | Résultat | Rang    | Résultat    | Rang        | Total  | Rang |
| --------------- | ----------- | -------- | ------- | ----------- | ----------- | ------ | ---- |
| Christian Amoah | -85 kg      | 130 kg   | 21e     | 153 kg      | 21e         | 283 kg | 21e  |

## Judo
La judokate Szandra Szögedi, 3e aux Jeux africains 2015, représente le Ghana dans la catégorie des -63 kg.
| Athlète         | Compétition    | 1er tour                 | 2e tour             | 3e tour             | Quart de finale     | Demi-finale         | Repêchage 1         | Repêchage 2         | Finale              | Finale   |
| Athlète         | Compétition    | Adversaire Résultat      | Adversaire Résultat | Adversaire Résultat | Adversaire Résultat | Adversaire Résultat | Adversaire Résultat | Adversaire Résultat | Adversaire Résultat | Rang     |
| --------------- | -------------- | ------------------------ | ------------------- | ------------------- | ------------------- | ------------------- | ------------------- | ------------------- | ------------------- | -------- |
| Szandra Szögedi | Moins de 63 kg | Battue par Mariana Silva | Éliminée            | Éliminée            | Éliminée            | Éliminée            | Éliminée            | Éliminée            | Éliminée            | Éliminée |

## Natation
| Athlète        | Épreuve                 | Séries        | Séries | Demi-finales | Demi-finales | Finale   | Finale   |
| Athlète        | Épreuve                 | Temps         | Rang   | Temps        | Rang         | Temps    | Rang     |
| -------------- | ----------------------- | ------------- | ------ | ------------ | ------------ | -------- | -------- |
| Abeiku Jackson | 50 m nage libre hommes  | 24 s 30       | 55e    | Éliminé      | Éliminé      | Éliminé  | Éliminé  |
| Kaya Forson    | 200 m nage libre femmes | 2 min 16 s 02 | 42e    | Éliminée     | Éliminée     | Éliminée | Éliminée |